# Mušutište
Mušutište (serbiska: Мушутиште, albanska: Mushtisht, Mushtishtë, Mushitishtë) är en ort i Kosovo. Den ligger i den södra delen av landet, 50 km sydväst om huvudstaden Priština. Mušutište ligger 601 meter över havet och antalet invånare är 3 394.
Terrängen runt Mušutište är varierad. Runt Mušutište är det ganska tätbefolkat, med 222 invånare per kvadratkilometer. Närmaste större samhälle är Suva Reka, 8,7 km nordväst om Mušutište. I omgivningarna runt Mušutište växer i huvudsak lövfällande lövskog.